# Poigny-la-Forêt
 Poigny-la-Forêt  es una población y comuna francesa, en la región de Isla de Francia, departamento de Yvelines, en el distrito de Rambouillet y cantón de Rambouillet.

## Demografía
| 374 | 402 | 526 | 616 | 825 | 872 |
| Para los censos de 1962 a 1999 la población legal corresponde a la población sin duplicidades (Fuente: INSEE [Consultar]) |     |     |     |     |     |